# Gourmandises (노래)
"Gourmandises"(달콤한 것)은 알리제의 음악으로 2001년에 발매되었다. 다른 알리제의 싱글처럼 싱글 버전과 악기 버전이 포함되었다.

## 음악비디오
뮤직비디오는 니콜라스 히디로글루가 감독하여서 M6에서 2001년 7월 25일 공개되었다.
2002년 EFD 어워즈에 후보로 지명된 비디오이다.
비디오에서 알리제는 공원에서 친구들과 사탕과 과일을 먹으며 피크닉을 하는 모습으로 나온다. 마지막 코러스가 다가오면서 이런 달콤한 것들은 쏟아지고, 알리제와 친구들은 뛰면서 놀고 웃고는 한다. 비디오 전체가 이런 유쾌함과 축복을 나타내고 있다.

## 수록곡
CD-Single Polydor
1. Gourmandises (4:16)
2. Gourmandises (Instrumental) (4:10)

CD-Maxi Polydor
1. Gourmandises (Single Version) (4:10)
2. Gourmandises (Les Baisers Dance Mix) (8:25)
3. Gourmandises (Loup y es-tu ? Groovy Mix) (6:30)
4. Gourmandises (Remix Gourmand) (5:35)

Digital single
1. Gourmandises (4:16)

French 12" vinyl single
A Side :
1. Gourmandises (Les Baisers Dance Mix) (8:25)

B Side :
1. Gourmandises (Single Version) (4:10)
2. Gourmandises (Loup y es-tu ? Groovy Mix) (6:30)

## 순위
| 차트(2001)                          | 최고 순위 |
| ----------------------------------- | --------- |
| 벨기에 (왈롱) Ultratop 40 싱글 차트 | 21        |
| 프랑스 SNEP 싱글 차트               | 14        |
| 연간차트                            | 순위      |
| 2001 프랑스 SNEP 싱글 차트          | 59        |

| 국가   | 수상   | 판매량  |
| ------ | ------ | ------- |
| 프랑스 | Silver | 174 000 |